# Selbstladepistole M 1944 Prototyp
Die Selbstladepistole M 1944, auch Birger M 44 genannt, war ein Prototyp des finnischen Herstellers Valtion Kivääritehdas (VKT).

## Technik
Die Pistole ist eine Konstruktion mit gehäusefestem Rohr und unstarrer Verriegelung auf Basis eines Masseverschlusses. Die Funktion basiert auf direktem Gasdruck sowie Single Action mit einem externen Hahn. Das Gehäuse ist aus Stahl in der Farbe Stahlblau, die Griffstücke sind aus Holz mit Fischgrätmuster. Die Waffe war eine der ersten, die aus gepresstem und geschweißtem Stahl hergestellt wurde und nicht mehr aus gedrehten Teilen, wie es zuvor in Finnland üblich war. Das Gehäuse und der Schlitten der Waffe wurden durch Pressen hergestellt, stattdessen wurden der Lauf und der Schlagbolzen sowie einige kleinere Teile immer noch durch Drehen hergestellt. Der Abzugsmechanismus wurde von der russischen Tokarev TT-33-Pistole kopiert, obwohl die Waffe ansonsten optisch der deutschen Walther PPK ähnelt. Sie dürfte damit eine der ersten Ordonanzpistolen sein, die konsequent auf Massenfertigung konzipiert wurde, um Kosten und Produktionszahlen zu optimieren.

## Entwicklung
Im Jahr 1943 entwickelte der Waffenhersteller Valtion Kivääritehdas eine geplante Nachfolge der im gleichen Haus gebauten und sehr bekannten Lahti L-35, zunächst als M 43. Die Pistole war zur Verwendung als Ordonnanzwaffe bestimmt und sollte die in der Herstellung aufwendige und teure Lahti L-35 ersetzen. Verantwortlich war der Offizier und Waffenentwickler Birger Linkomies. U.a. wurde auf Konstruktionsgrundsätze der sowjetischen 7,62 mm Pistole Tokarev TT-33 zurückgegriffen. Die Planung ging auf die Herstellung von bis zu 5000 Pistolen aus. Es zeigte sich aber als schwierig, im Fertigungsbetrieb die Voraussetzungen für eine Massenfertigung zu schaffen. Die Waffe wurde daher bis 1944 konstruktiv so verbessert, dass die endgültige Version die Bezeichnung M 1944 erhielt.
Nach Fertigstellung wurden die Prototypen zum Testen an die finnische Armee geschickt. Die Tests erwiesen sich als nicht erfolgreich; der Rückstoß wurde als unangenehm, die Verarbeitungsqualität als eher fragwürdig und die Waffe als viel zu leicht zum Abfeuern von 9-mm-Patronen bewertet. Die Abdichtung im Verschluss war ungenügend, ebenso verformten sich die Patronenhülsen beim Schießen. Die Entwicklung wurde daraufhin eingestellt, die Waffen nicht weiter produziert und nicht in den Dienst übernommen.

## Verbleib
Über den Verbleib gibt es verschiedene Angaben. Insgesamt wurde nur 25  bzw. 26 Stück hergestellt. Eine Quelle berichtet, dass die Waffe bei den sowjetischen Mitgliedern der alliierten Kontrollkommission ein derartig hohes Interesse fand, dass ein Prototyp, die Konstruktionsunterlagen und Fertigungsmaschinen beschlagnahmt und in die UdSSR verbracht wurden. Eine weitere Quelle berichtet, dass die Prototypen nicht im Vorhinein der alliierten Kontrollkommission angezeigt wurden, was fast zu einem Eklat während einer Inspektion durch die Sowjets führte. Der Eklat sei dadurch vermieden worden, dass im Zuge der Inspektion glaubhaft dargestellt werden konnte, dass die Entwicklung an der Waffe eingestellt worden sei. Zwei andere Quellen berichten, dass die 25 Prototypen bis 1968 Eigentum der finnischen Armee blieben und dann an Lehrsammlungen, Museen und private Sammler veräußert wurden.
Die Waffe gilt als äußerst rar. Eine Auktionsseite gibt 2014 einen noch bekannten Bestand von zwei Exemplaren an und bewirbt ein Versteigerungsstück mit 12.500 bis 20.000 US-$. Ein Exemplar ist in der Wehrtechnischen Studiensammlung in Koblenz ausgestellt.